# Robert Beltz
 (juillet 2021).
Robert Beltz, né le 24 juillet 1900 dans le 15e arrondissement de Paris et mort le 29 avril 1981 à Schiltigheim, est un dessinateur et illustrateur alsacien, issu d'une vieille famille d'artistes de Soultz (Haut-Rhin).

## Biographie
Robert Beltz nait en 1900 dans une famille installée à Soultz au XIXe siècle puis réfugiée en France après 1871. Son père Maurice Beltz est polytechnicien et officier de carrière. Son grand-oncle est Henri Beltz (1802-1869), un peintre, prix de Rome.
Initialement intéressé par le théâtre, Robert Beltz opte ensuite pour le dessin. Il se fait connaitre notamment comme illustrateur.
Son style se caractérise par des penchants oniriques, féeriques et humoristiques. Il a illustré de nombreux contes et légendes, mais également des œuvres majeures de la littérature, telles que La Nef des fous de Sébastien Brant, La Nef des folles de Josse Bade, le Faust de Goethe, La Tentation de saint Antoine de Flaubert, les Histoires extraordinaires de Poe, Les Fleurs du mal de Baudelaire et Les Contes des Bords du Rhin d’Erckmann - Chatrian,
Le collège de Soultz (Haut-Rhin) et une rue de Souffelweyersheim (Bas-Rhin) portent son nom.

## Œuvre
- Le Diable Boiteux de Lesage, bois gravés par Théo Schmied, Paris, 1945.
- Les Âmes du purgatoire et le Le Carrosse du Saint-Sacrement de Mérimée, bois gravés par Théo Schmied, 1949.
- L’extraordinaire histoire de Pierre Schlemihl ou l'homme qui a vendu son ombre  de Chamisso, bois gravés par Théo Schmied, 1951.
- Les Contes du Bord du Rhin d’Erckmann-Chatrian, bois gravés par Gilbert Poilliot, 1952 ; 2e édition, 1963.
- Histoires extraordinaires d’Edgar Allan Poe, bois gravés par Gilbert Poilliot, 1958.
- Théâtre complet de Molière, en 4 volumes, Club du Livre Français, 1964.
- Les Contes fantastiques de Hoffmann, bois gravés par Gilbert Poilliot, 1968.
- Faust de Goethe, texte français de Gérard de Nerval, bois gravés par Gilbert Poilliot, Théo Schmied et Guy Descouens, 1970.
- Le Cabinet d’étude. Le Pentagramme et le Nombre d’or, bois gravés par Gilbert Poilliot, 1971.
- Les Fleurs du mal de Baudelaire, bois gravés par Gilbert Poilliot, 1975.
- La Nef des fous de Sébastien Brant, bois gravés par Gilbert Poilliot, 1977.
- La Tentation de saint Antoine, de Flaubert, bois gravés par Gilbert Poilliot, Théo Schmied et Guy Descouens, 1979.
- Les Caractères de La Bryuère, Club du Livre Français, 1979.
- La Nef des Folles de Josse Bade, traduite par Adolphe Koch, bois gravés par Guy Descouens, 1980.

### Filmographie
- Entre les lignes après les mots ou les images de Robert Beltz (reportage en musique, FR3 Alsace, 14 mai 1976, 12 min 37 s, en ligne sur le site de l'INA)
- Robert Beltz sur le site de la ville de Soultz